# Stazione di Kagohara
La stazione di Kagohara (籠原駅?, Kagohara-eki) è una stazione ferroviaria situata nella città di Kumagaya nella prefettura di Saitama, in Giappone. La stazione è servita dalle linee Shōnan-Shinjuku e Takasaki della JR East.

## Linee
East Japan Railway Company
■ Linea Takasaki
■ Linea Shōnan-Shinjuku

## Struttura
La stazione è dotata di due marciapiedi a isola con quattro binari in superficie.
| 1-2 | ■ Linea Takasaki        | per Kumagaya, Ōmiya, Urawa e Ueno                        |
| 1-2 | ■ Linea Shōnan-Shinjuku | per Kumagaya, Ōmiya, Shinjuku, Yokohama, Ōfuna e Odawara |
| 3-4 | ■ Linea Takasaki        | per Takasaki e Maebashi                                  |

## Stazioni adiacenti
| «                     | Servizio              | »                     |
| Linea Takasaki        | Linea Takasaki        | Linea Takasaki        |
| Linea Shōnan-Shinjuku | Linea Shōnan-Shinjuku | Linea Shōnan-Shinjuku |
| --------------------- | --------------------- | --------------------- |
| Kumagaya              | Tutti i treni         | Fukaya                |